# AVG GT6-EP
GT6-EP war ein sechsachsiger Gelenktriebwagen für den Einsatz auf Eisen- und Straßenbahnstrecken der Albtal-Verkehrs-Gesellschaft (AVG). Diese Fahrzeuge wurden im Jahr 1959 von der Waggonfabrik Rastatt geliefert. Die Abkürzung steht dabei für „Gelenk-Triebwagen mit 6 Achsen und elektropneumatischer Schützensteuerung“.

## Aufbau

### Technik
Bei den Wagen handelte es sich um zweiteilige 2,37 Meter breite Einrichtungs-Gelenktriebwagen. Die beiden Fahrzeugteile wurden in der Mitte durch ein Jakobsdrehgestell verbunden. Sie entsprachen weitgehend in ihrem mechanischen Aufbau und ihrer Formgebung den ab 1958 auf der Stadtbahnlinie A eingesetzten Wagen des Typs GT8-EP.
Anders als normale Straßenbahnfahrzeuge wurden sie für den Einsatz auf der Albtalbahn, welche nach der Eisenbahn-Bau- und Betriebsordnung als Eisenbahnstrecke betrieben wird, mit den für den Eisenbahnbetrieb vorgeschriebenen Einrichtungen ausgestattet. Dazu wurden eine Sicherheitsfahrschaltung, eine Warnpfeife und breite Radreifen mit einem Mischprofil für Straßenbahn- und Eisenbahngleise eingebaut.
Die beiden äußeren konventionellen Drehgestelle wurden jeweils durch Gleichstrommotoren mit 120 kW Leistung angetrieben, welche mit Hilfe einer elektropneumatischen Schützensteuerung mit Hebelbedienung gesteuert wurden. Die Wagen besaßen wie die GT8-EP eine BSI-Kompaktkupplung, wodurch Doppel- und Mehrfachtraktionen mit bis zu vier Wagen möglich waren.

### Innenraum und Farbgebung
Der Fahrgastraum war mit einer Bestuhlung in 2+2-Anordnung ausgestattet, welche mit Kunstleder bezogen waren. Zusätzlich befand sich im Heck ein Schaffnersitzplatz.
Die Wagen waren gelb lackiert und mit einer dunkelgrünen Zierlinie unterhalb der Fenster sowie Zierleisten aus Aluminium versehen. Auf den Seitenflächen unterhalb der Fenster war das Logo und Name der Albtal-Verkehrs-Gesellschaft angebracht.

## Geschichte

### Lieferung
Die Triebwagen wurden im Jahr 1959 an die Albtal-Verkehrs-Gesellschaft ausgeliefert. Anders als die achtachsigen Wagen der Typs GT8-EP, welche von der Waggonfabrik Düwag hergestellt wurden, wurden diese Wagen von der Waggonfabrik Rastatt in Lizenz gefertigt. Die elektrische Ausstattung der Wagen stammte wie bei den Achtachsern auch von BBC (Wagen 8–12) beziehungsweise Kiepe Electric (Wagen 13–15).

### Einsatz
Die Fahrzeug wurden auf der damaligen Stadtbahnlinie A der Stadtbahn Karlsruhe im Albtal zwischen der Karlsruher Innenstadt und Herrenalb eingesetzt.

### Umbau zu GT8-EP
Aufgrund gestiegener Fahrgastzahlen und somit gestiegenen Fahrzeugbedarf wurden alle Triebwagen in den Jahren 1961 (Wagen 13–15), 1964 (Wagen 10–12) und 1967 (Wagen 8–9) durch Einfügen eines weiteren Fahrzeugteils zu GT8-EP umgebaut.